# 西大井駅
西大井駅（にしおおいえき）は、東京都品川区西大井一丁目にある、東日本旅客鉄道（JR東日本）の駅である。

## 乗り入れ路線
乗り入れている路線は、線路名称上は東海道本線の支線であり「品鶴線」の通称を持つが、旅客案内上は横須賀・総武快速線の電車、湘南新宿ラインの列車（宇都宮線 - 横須賀線直通列車のみ）、相鉄線直通列車が停車し、当駅を経由する東海道線の列車は基本通過する。そのため旅客案内では「東海道（本）線」や「品鶴線」とは案内されていない。なお、特定都区市内制度における「東京都区内」に属し、横須賀線、湘南新宿ライン、相鉄線直通列車では当駅が東京都区内の南限となる。
また当駅には、各路線ごとに駅番号が与えられている。
- 横須賀線：東海道本線（品鶴線経由）を経て、下り列車は大船駅より線路名称上の横須賀線を走る。上り列車は多くの列車が東京駅を経由し、総武快速線へ直通する - 駅番号はJO 16。
- 湘南新宿ライン：東海道本線（品鶴線経由）を経て、当駅まで横須賀線と同一の線路を使用し、新宿駅経由で宇都宮線へ直通する - 駅番号はJS 16。
- 相鉄線直通列車：東海道本線（品鶴線経由）を経て、海老名方面行き列車は東海道貨物線に入り相鉄新横浜線・相鉄本線へ直通運転する。新宿方面行きは埼京線直通と案内され、湘南新宿ラインと同じ経路を走る。

## 歴史
- 1929年（昭和4年）：品鶴線開設。
- 1969年（昭和44年）：日本国有鉄道（国鉄）が品川区に対して、品鶴線旅客化案を提示。
- 1972年（昭和47年）：東京都第2区選出衆議院議員（5人、超党派）らが、西大井駅設置等の品鶴線旅客化5条件を運輸省および国鉄に申し入れ。
- 1973年（昭和48年）：品川区は国鉄に、国鉄負担による駅建設、開かずの踏切対策、騒音対策（旧3条件）を提示し、3条件が実現されない限り品鶴線旅客化に反対する旨を申し入れ。
- 1975年（昭和50年）：国鉄が品川区に、地元負担による駅建設案を提示。品川区議会が地元負担による駅建設等（新3条件）を可決[注 1]。品川区と国鉄が覚書を締結[5]。
- 1978年（昭和53年）：駅建設費に品川区の公金投入を違法とする「新横須賀線西大井駅建設費支出禁止住民訴訟」提起。
- 1980年（昭和55年）
  - 2月12日：品川区議会が10月開業反対決議。
  - 6月10日：住民訴訟で原告勝訴（品川区の公金支出差止）判決[6]。
  - 10月1日：国鉄は品鶴線旅客化（SM分離）を実施。
- 1984年（昭和59年）：第三セクターによる駅建設開始[7]。
- 1986年（昭和61年）4月2日：西大井駅開業（旅客営業のみ）[1][8]。
- 1987年（昭和62年）4月1日：国鉄分割民営化に伴い、東日本旅客鉄道（JR東日本）の駅となる[1]。
- 1991年（平成3年）7月20日：自動改札機を設置し、使用開始[9]。
- 2001年（平成13年）
  - 11月18日：ICカード「Suica」の利用が可能となる[広報 1]。
  - 12月1日：湘南新宿ライン運行開始。
- 2007年（平成19年）
  - 2月19日：指定席券売機設置。
  - 3月12日：みどりの窓口の営業を終了。
- 2019年（令和元年）11月30日：相鉄線直通列車が運行開始し、停車駅となる[広報 2]。平日朝の新宿方面行きで、当駅で初めて女性専用車が設定される。

## 駅構造
相対式ホーム2面2線を有する高架駅で、東海道新幹線の高架の真下にある。
山手貨物線への連絡線の分岐点（蛇窪信号場）の南側に位置している。
武蔵小杉駅方面から品川駅方面（横須賀線）と大崎駅方面（湘南新宿ライン、相鉄線直通列車）に二分される分岐駅となっているため、乗換駅として案内される。なお、当駅 - 大崎駅間は実際の経路に関わらず品川駅経由で運賃・料金が計算されるが、当駅から大崎駅経由で山手線品川方面に乗車しても、品川 - 大崎 - 品川間の運賃などは発生せず、西大井 - 品川（ - 田町方面）の扱いで乗車できる。
業務委託駅（JR東日本ステーションサービス委託）。みどりの窓口は、指定席券売機設置に伴い営業を終了した。

### のりば
| 番線 | 路線                   | 方向 | 行先                       |
| ---- | ---------------------- | ---- | -------------------------- |
| 1    | 横須賀線               | 下り | 横浜・逗子・久里浜方面     |
| 1    | 相鉄線直通             | 下り | 羽沢横浜国大・海老名方面   |
| 2    | 横須賀・総武線（快速） | 上り | 品川・東京・千葉・成田方面 |
| 2    | 埼京線直通             | 上り | 新宿・武蔵浦和・大宮方面   |
| 2    | 湘南新宿ライン         | 北行 | 新宿・大宮・宇都宮方面     |

（出典：JR東日本:駅構内図）

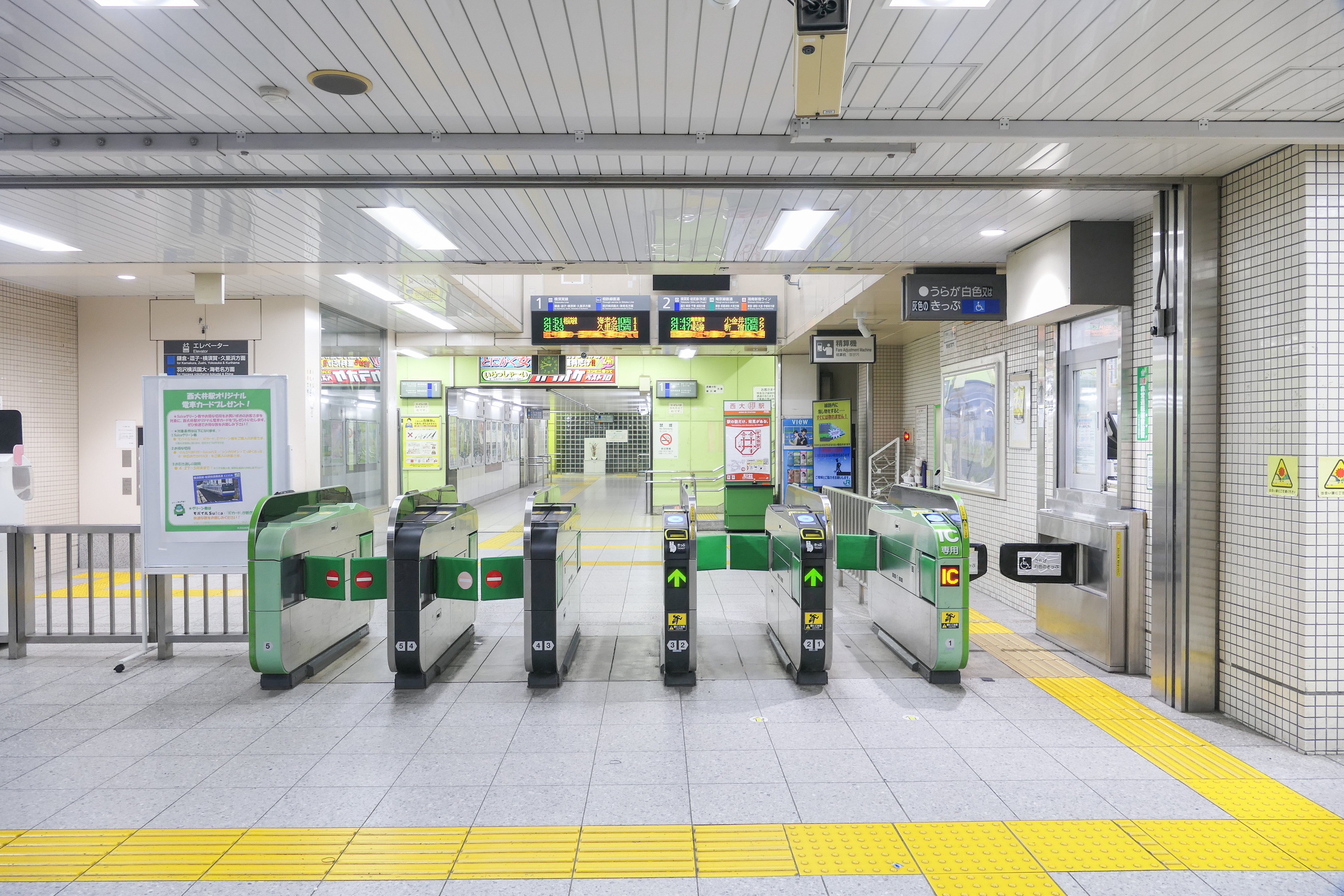
改札口（2024年5月）
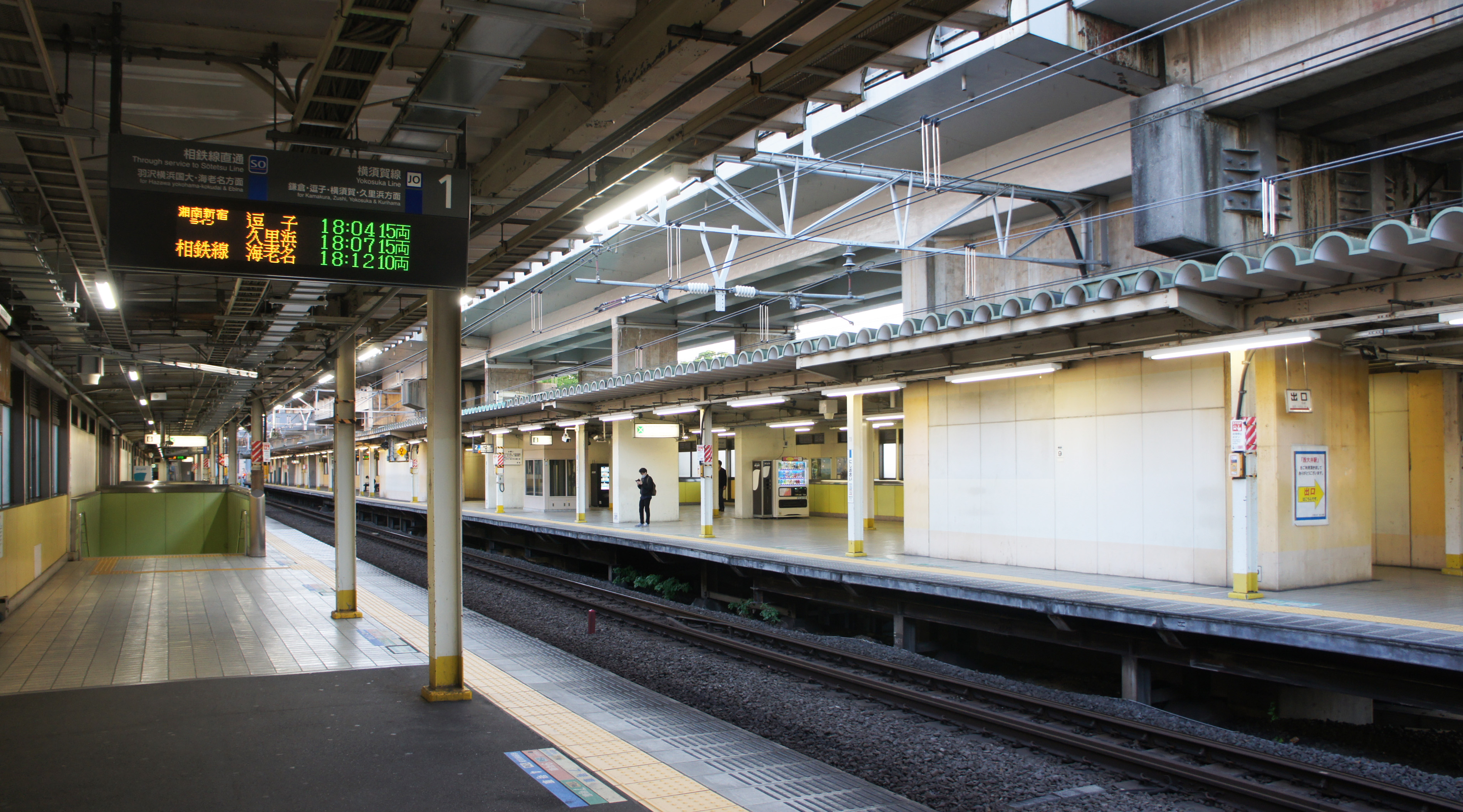
ホーム（2021年4月）
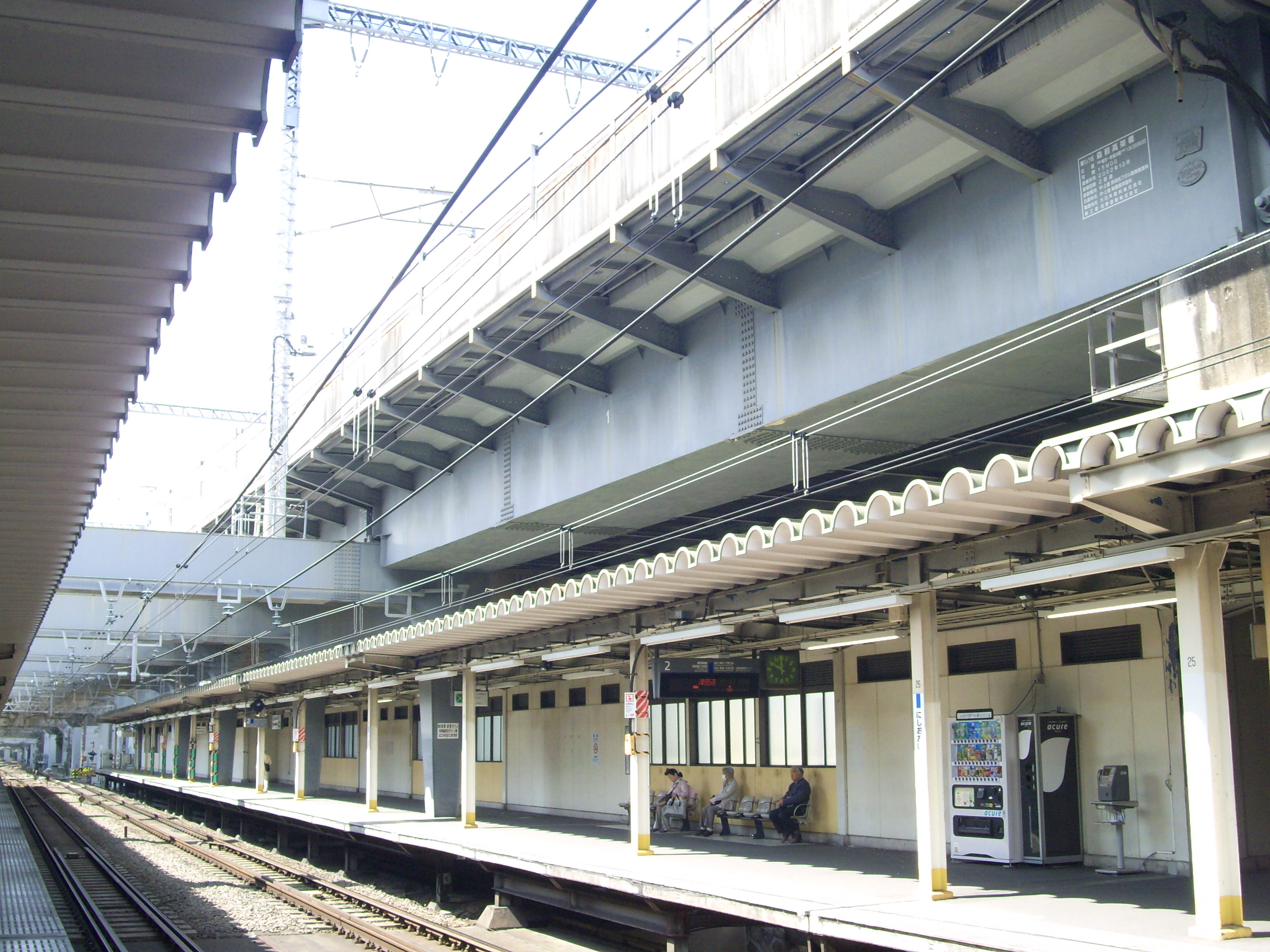
ホーム上に新幹線高架橋がある

## 利用状況
2023年度（令和5年度）の1日平均乗車人員は17,688人である。近年は15,000人台で推移していたが、COVID-19の影響もあり、2020年度（令和2年度）・2021年度（令和3年度）の乗車人員は若干下がったものの、2022年度（令和4年度）は2019年度（令和元年度）並みの水準に戻っている。
1986年度（昭和61年度）以降の1日平均乗車人員の推移は下記の通り。
| 年度               | 1日平均 乗車人員 | 出典     |
| ------------------ | ---------------- | -------- |
| 1986年（昭和61年） | 5,017            | [ * 1 ]  |
| 1987年（昭和62年） | 6,612            | [ * 2 ]  |
| 1988年（昭和63年） | 7,745            | [ * 3 ]  |
| 1989年（平成元年） | 8,616            | [ * 4 ]  |
| 1990年（平成02年） | 9,485            | [ * 5 ]  |
| 1991年（平成03年） | 10,085           | [ * 6 ]  |
| 1992年（平成04年） | 10,748           | [ * 7 ]  |
| 1993年（平成05年） | 10,888           | [ * 8 ]  |
| 1994年（平成06年） | 10,844           | [ * 9 ]  |
| 1995年（平成07年） | 10,831           | [ * 10 ] |
| 1996年（平成08年） | 10,995           | [ * 11 ] |
| 1997年（平成09年） | 10,914           | [ * 12 ] |
| 1998年（平成10年） | 10,677           | [ * 13 ] |
| 1999年（平成11年） | 10,470           | [ * 14 ] |
| 2000年（平成12年） | 10,420           | [ * 15 ] |
| 2001年（平成13年） | 10,640           | [ * 16 ] |
| 2002年（平成14年） | 11,174           | [ * 17 ] |
| 2003年（平成15年） | 11,692           | [ * 18 ] |
| 2004年（平成16年） | 12,406           | [ * 19 ] |
| 2005年（平成17年） | 13,116           | [ * 20 ] |
| 2006年（平成18年） | 13,715           | [ * 21 ] |
| 2007年（平成19年） | 14,035           | [ * 22 ] |
| 2008年（平成20年） | 14,143           | [ * 23 ] |
| 2009年（平成21年） | 14,064           | [ * 24 ] |
| 2010年（平成22年） | 14,501           | [ * 25 ] |
| 2011年（平成23年） | 14,743           | [ * 26 ] |
| 2012年（平成24年） | 15,150           | [ * 27 ] |
| 2013年（平成25年） | 15,483           | [ * 28 ] |
| 2014年（平成26年） | 15,127           | [ * 29 ] |
| 2015年（平成27年） | 14,905           | [ * 30 ] |
| 2016年（平成28年） | 15,167           | [ * 31 ] |
| 2017年（平成29年） | 15,473           | [ * 32 ] |
| 2018年（平成30年） | 15,833           | [ * 33 ] |
| 2019年（令和元年） | 16,028           | [ * 34 ] |
| 2020年（令和02年） | 12,777           |          |
| 2021年（令和03年） | 14,187           |          |
| 2022年（令和04年） | 15,932           |          |
| 2023年（令和05年） | 17,688           |          |

備考
1. ↑  1986年4月2日開業。開業日から翌年3月31日までの計364日間を集計したデータ。

## 駅周辺
駅周辺は西大井広場公園やジェイタワー西大井・コアスターレ西大井ショッピングセンターがあるほか、大井町駅・下神明駅・中延駅の各路線に囲まれた立地にあり、利便性に優れた閑静な住宅街である。駅の東側の大部分を占めているニコン大井製作所は、再整備の上本社を港区より移転し、本社とイノベーションセンターとすることが発表された。大井町駅までは徒歩20分ほどである。
史跡
- 伊藤博文公墓所
- 養玉院如来寺
- 品川区　元禄八年銘道標
- 大井・原の水神池

官公庁・公共施設
- 大井第三地域センター
- 大井警察署西大井地域安全センター
- 品川区 児童センター伊藤
- 品川区 児童センター冨士見台
- 西大井創業支援センター
- 品川区立大井図書館
- 品川区立二葉図書館
- 品川区立西大井福祉園（生活介護・就労継続支援B型）[11]
- 品川区立かがやき園（生活介護・施設入所支援・短期入所）
- 品川区立西大井つばさの家（グループホーム）
- 品川区 西大井いきいきセンター
- 品川区 ウェルカムセンター原・交流施設
- （社福）春光福祉会

公園
- 品川区立西大井広場公園
- 品川区立西大井緑地公園
- 品川区立金子山公園
- 品川区立原っぱ公園
- 品川区立出石公園
- 品川区立西の森公園
- 品川区立谷垂公園
- 品川区立森前公園
- 品川区立二葉公園
- 品川区立二葉中央のんき通り広場
- 品川区立豊町5丁目児童遊園

教育機関
- 品川区立伊藤幼稚園
- 品川区立西大井保育園
- 品川区立冨士見台中学校
- 品川区立伊藤小学校
- 品川区立上神明小学校
- 品川区立豊葉の杜学園
- 品川翔英幼稚園・小学校・中学校・高等学校
- 青稜中学校・高等学校
- 朋優学院高等学校

郵便局・金融機関
- 品川西大井二郵便局
- 品川西大井五郵便局
- みずほ銀行 西大井出張所 (ATM)
- 城南信用金庫 西大井支店
- さわやか信用金庫 大井支店
- 目黒信用金庫 二葉支店

神社仏閣
- 養玉院如来寺
- 水神社
- 杉森稲荷神社
- 英倫寺
- 金子山稲荷神社

企業
- ニコン 本社/イノベーションセンター（旧：大井製作所）
- ニコンミュージアム
- 東芝会館
- ワイヤードジャパン
- ユカマテリアル

その他施設
- コアスターレ西大井ショッピングセンター
- ジェイタワー西大井

温泉・銭湯施設
- みどり湯
- ピース湯

店舗
- 原町商店会
- 西大井駅前ショッピングセンター
- 伊藤町商店会
- 山王銀座商店会
- マルエツ プチ 西大井駅前店
- 文化堂 西大井店
- 丸正チェーン商事 丸正 二葉町店
- マツモトキヨシ 西大井駅前店

## バス路線
| のりば       | 運行事業者 | 系統・行先           |
| 西大井駅     | 西大井駅   | 西大井駅             |
| ------------ | ---------- | -------------------- |
| 1            | 東急バス   | 井05：大井町駅       |
| 2            | 東急バス   | しなバス：大森駅北口 |
| 西大井駅入口 |            |                      |
| 1            | 東急バス   | 井01：荏原営業所     |
| 2            | 東急バス   | 井01：大井町駅       |

## 隣の駅
東日本旅客鉄道（JR東日本）
 横須賀線
品川駅 (JO 17) - （旧目黒川信号場） - （旧蛇窪信号場） - 西大井駅 (JO 16) - 武蔵小杉駅 (JO 15)
 湘南新宿ライン・ 相鉄線直通列車（北行のみ  埼京線直通と案内）
■特別快速・■快速（いずれも東海道・高崎線直通系統）
通過（ダイヤが乱れた場合は快速が臨時停車を行う場合がある）
■普通（宇都宮線・横須賀線直通系統）・■各駅停車（相鉄線直通列車）
大崎駅 (JS 17) - （旧蛇窪信号場） - 西大井駅 (JS 16) - 武蔵小杉駅 (JS 15)
※旧目黒川信号場・旧蛇窪信号場はともに大崎駅の構内扱い。

### 記事本文